# Nettomålerordningen
Nettomålerordningen er en fordelagtig afregningsordning for privatpersoner, samt "ikke erhvervsmæssigt benyttede bygninger", der har installeret et anlæg der producerer vedvarende energi, som f.eks. et solcelleanlæg og/eller en husstandsvindmølle.
Med nettomålerordningen produceres energien, når der er sol/vind tilstede, og den "lagres på elnettet", indtil man har brug for energien. Det sker som en én til én afregning, hvor el-måleren i praksis løber baglæns, når der produceres mere el, end der forbruges. Det fungerede i praksis som en slags energilagring på elnettet, først på årsbasis, siden på time-basis, og så afskaffet.
Nettomålerordningen har en begrænsning på 6 kW installeret effekt for private, og 6 kW installeret effekt pr. 100 m2 bebygget areal for ikke erhvervsmæssigt benyttede bygninger, som f.eks. skoler, daginstitutioner o.l.
I 2024 blev systemet ændret til øjebliksafregning.

## 6 kW reglen
Reglen om de "6 kW installeret effekt" har været årsag til en del debat, om hvorvidt de 6 kW gælder for selve solcellepanelerne, anlægget som helhed, eller om man bare skal sørge for ikke, at levere mere end 6 kW ud på nettet på et hvilket som helst tidspunkt, når man er godkendt til nettoafregning.
Pr. d. 11. juni 2012 har skatteministeriet fastslået, at 6 kW reglen skal tolkes som hele anlæggets effekt, hvorfor det er muligt at montere solcellepaneler der udgør mere end 6 kWp, så længe Inverteren kan begrænses til, at udsende højst 6 kW.
Pr. 20. december 2012 har regeringen vedtaget et nyt regelsæt omkring nettomålerordningen, som eliminerer 6 kW grænsen fuldstændig, og tillader nettoafregning under de nye regler for anlæg op til 400 kW.

## Nye regler for nettoafregning

### Virksomheder
Med vedtagelsen af de nye regler for nettoafregning d. 20. december 2012, er det ikke længere muligt for virksomheder at bruge nettomålerordningen med afregning på årsbasis. Den nye ordning tillader kun afregning på timebasis, og giver derfor ikke mulighed for, at bruge el-nettet som batteri, hvor sommerens overproduktion kan hentes tilbage om vinteren uden ekstra omkostninger.
Al overskydende produktion af el bliver, under den nye ordning, solgt til el-selskaberne til en fast pris på 130 øre pr. kWh, for anlæg installeret i 2013. Satsen pr. kWh falder derefter med 14 øre om året, således at anlæg installeret i 2014 får 116 øre pr. kWh, og anlæg installeret i 2018 og derefter får 60 øre pr. kWh.
Den store forskel på den gamle og nye ordning er, at virksomheder nu kan få del i nettomålerordningen, og dermed benytte sig af de samme regler som private og boligforeninger, med timebaseret afregning og 130 øre pr. kWh for ikke øjeblikkeligt udnyttet strøm.

### Private
Privates forbrug og produktion er ofte forskudt i tid, og det giver trafik frem og tilbage i nettet som ikke afregnes under nettomålerordningen. I 2016 foreslog Energinet at ændre nettarifferne så også denne trafik bidrager til vedligeholdelse og udbygning af elnettet.

## Ny lov for solcelleanlæg og husstandsvindmøller
Lov nr. 900 af 4. juli 2013 blev vedtaget 28. juni 2013 af Folketinget som en sammenskrivning af de forrige lovændringer i komplekset.
Den indeholder en række overgangsordninger, som hver især afgrænses af enten nettilslutningsdatoer eller købsdatoer.
Den blev ikke ikraftsat ved vedtagelsen, idet EU-kommissionen skal godkende pristillæggene på hhv. 130, 90 og 145 øre/kWh, da de indeholder elementer af statsstøtte.
Energinet.dk administrerer nettoafregning og teknik vedrørende nettilsluttede solceller og husstandsvindmøller.
Der er således ingen, der endnu har modtaget 130 øre/kWh for overskydende effekt fra nettoafregning.